# دردار ميانجوي
دردار ميانجوي (الاسم العلمي:Ulmus mianzhuensis) هو نوع من النباتات يتبع جنس الدردار من الفصيلة الدردارية.	
سمي هذا النوع من الأشجار نسبة إلى منطقة ميانجو في الصين.